# Zew krwi (utwór)
"Zew krwi" – utwór zespołu Ira pochodzący z albumu 1993 rok. Został zamieszczony na dziesiątej pozycji na krążku, trwa 3 minuty i 30 sekund i jest trzecim co do najkrótszego utworu z płyty.
Autorem tekstu jak i kompozytorem utworu jest gitarzysta Kuba Płucisz. Tekst utworu opowiada o człowieku który mimo iż urodził się biedny, chciał być inny, próbował się zmienić, nie kraść. Z góry jednak był skazany na walkę o przetrwanie. Liczył, że Bóg poda mu pomocną dłoń.
Jest to bardzo ostry, dynamiczny i energiczny utwór, w którym przeważają ostre i melodyjne riffy gitarowe, posiada także melodyjną solówkę gitarową.
Utwór dość często pojawiał się na koncertach promujących trzeci studyjny krążek zespołu. Mimo to nie trafił na żaden z dwóch albumów koncertowych zespołu.
W 1994 roku przy okazji nagrywania czwartego krążka Znamię, zespół podobnie jak i utwór Zostań tu, nagrał nową wersję tego utworu. Jest ona znacznie krótsza od wersji zawartej na albumie 1993 rok. Trwa bowiem 2 minuty i 58 sekund. Brzmieniowo jest zachowana podobnym ostrym i dynamicznym klimacie.
Obecnie utwór Zew krwi nie jest w ogóle grany na koncertach zespołu.

## Twórcy
Ira
- Artur Gadowski – śpiew, chór
- Wojciech Owczarek – perkusja
- Piotr Sujka – gitara basowa, chór
- Kuba Płucisz – gitara rytmiczna
- Piotr Łukaszewski – gitara prowadząca

Produkcja
- Nagrywany oraz miksowany: 8 lutego – marzec 1993 w Studio S-4 w Warszawie
- Producent muzyczny: Leszek Kamiński
- Realizator nagrań: Leszek Kamiński
- Montaż płyty: Krzysztof Audycki
- Aranżacja: Kuba Płucisz
- Tekst piosenki: Kuba Płucisz
- Zdjęcia wykonał: Dariusz Majewski
- Projekt graficzny: Zbigniew Majerczyk
- Pomysł okładki: Wojciech Owczarek oraz Marek Maj
- Sponsor zespołu: Mustang Poland